# Deutsche Meisterschaften 1948
Als Deutsche Meisterschaft(en) 1948 oder DM 1948 bezeichnet man folgende Deutsche Meisterschaften, die im Jahr 1948 stattgefunden haben: 
- Deutsche Feldhandball-Meisterschaft 1948 – Interzonenmeisterschaft
- Deutsche Fünfkampf-Meisterschaft 1948
- Deutsche Handballmeisterschaft 1948 – Offene Meisterschaft der Britischen Besatzungszone
- Deutsche Leichtathletik-Meisterschaften 1948
- Deutsche Meisterschaften im Bahnradsport der Amateure 1948
- Deutsche Meisterschaften im Bahnradsport 1948
- Endrunde der Deutschen Mannschaftsmeisterschaft im Schach 1948
- Deutsche Schwimmmeisterschaften 1948
- Deutsches Meisterschaftsrudern 1948
- Deutsche Tischtennis-Meisterschaft 1948

Siehe auch:
- Meisterschaften der Ostzone im Bahnradsport 1948
- Ostzonen-Einzelmeisterschaft im Schach 1948